# 706 (číslo)
Sedm set šest je přirozené číslo. Následuje po čísle sedm set pět a předchází číslu sedm set sedm. Římskými číslicemi se zapisuje DCCVI a řeckými číslicemi ψς.

## Matematika
706 je:
- Deficientní číslo
- Poloprvočíslo
- Nešťastné číslo

## Astronomie
- (706) Hirundo je planetka hlavního pásu, kterou objevil v roce 1910 Joseph Helffrich

## Roky
- 706
- 706 př. n. l.